# グラン・ギニョール

Les Trois Masques (1920)

グラン・ギニョール（仏: Grand Guignol）は、フランス、パリに19世紀末から20世紀半ばまで存在した大衆芝居・見世物小屋のグラン・ギニョール劇場（Le Théâtre du Grand-Guignol）のこと。またそこから転じて、同座や類似の劇場で演じられた「荒唐無稽な」、「血なまぐさい」、あるいは「こけおどしめいた」芝居のことをいう。フランス語では"grand-guignolesque"（「グラン・ギニョール的な」）という形容詞は上記のような意味合いで今日でもしばしば用いられる。

## グラン・ギニョール劇場
グラン・ギニョール劇場は1897年、劇作家オスカル・ムトニエがもと礼拝堂であった席数約300の小劇場を買収、改装したことで始まる。劇場の名前自体はフランスの人形芝居における有名なストック・キャラクターの一つ、ギニョール（Guignol）に由来しているが、この劇場自体は人形劇でなく、俳優の演じる通常の芝居小屋であった。
1898年に芸術監督に就任したマックス・モーレイは、1914年までの在任期間において劇場の主要なレパートリーの重点を恐怖残酷劇に移し、成功をおさめた。そこで上演された演目では、浮浪者、街頭の孤児、娼婦、殺人嗜好者など、折り目正しい舞台劇には登場しないようなキャラクターが多く登場し、妖怪譚、嫉妬からの殺人、嬰児殺し、バラバラ殺人、火あぶり、ギロチンで切断された後も喋る頭部、外国人の恐怖、伝染病などありとあらゆるホラーをテーマとする芝居が、しばしば血糊などを大量に用いた特殊効果付きで演じられた。
個々の芝居はふつう短篇で、複数本立てで上演されることが多かった。観客動員数ばかりでなく、「観客のうち何人が失神したか」も劇の成功・不成功を測る尺度だった。
同座のために1901年から1926年にかけてグラン・ギニョール劇場の主要作家として活躍し、「恐怖のプリンス」（Prince de la Terreur）の異名をとった劇作家アンドレ・ド・ロルド（1869-1942）の時代が最盛期であった。彼は『老婦人』『究極の責め苦』『精神病院の犯罪』『蝋人形』など、グラン・ギニョールのために100本以上の演劇を書いた。彼は実験心理学者アルフレッド・ビネーの協力を得て、彼が固執したテーマの一つである「狂気」についての演劇を数多く生み出した。
ド・ロルドとともに劇場を支えた存在が、花形女優のポーラ・マクサ（1898-1970）であった。1917年から1933年にかけて、彼女はグラン・ギニョール劇場において最も頻繁に犠牲者の役を演じ、舞台上で殺害された回数は10,000回以上とも30,000回以上とも言われており、舞台上で拷問された回数は3,000回と言われている。2018年には彼女の女優人生をモデルにした映画『世界で一番殺された女』 La femme la plus assassinée du monde(2018)が製作され、フランスの人気女優アンナ・ムグラリスがマクサの役を演じた。
また、1910年にグラン・ギニョール劇場において初演されたディディエ・ゴルドによる一幕の演劇『外套』La Houppelande は、のちにイタリアの作曲家ジャコモ・プッチーニによって『外套』としてオペラ化され、1918年のニューヨーク・メトロポリタン歌劇場における初演以来、今日まで頻繁に世界の歌劇場で上演されている。
1930年にジャック・ジューヴァンが劇場の芸術監督に就任すると、彼は劇場の主題を変え、血まみれの恐怖劇よりも心理的なドラマに焦点を当てるようになった。しかし彼の戦略は裏目に出て、グラン・ギニョール劇場の人気はやや衰退の傾向を示した。1940年代初頭のナチス・ドイツによるフランス占領を経て第二次世界大戦後にはさらに急激に人気が低迷。1945年に芸術監督に就任したエヴァ・ベルクソンによってレパートリーの改革が進められ、1949年には当時フランスで絶大な人気を誇っていたジェイムズ・ハドリー・チェイス原作による『ミス・ブランディッシの蘭』を演劇化するなど野心的な上演が行われたにもかかわらず、観客の減少は止められなかった。
1951年にはマックス・モーレーの息子たちであるドゥニとマルセルの兄弟が経営に乗り出し、劇場の人気回復のためにフレデリック・ダールやボワロー＝ナルスジャックといった当時の人気推理作家に書き下ろしの台本を依頼した。とくにボワロー＝ナルスジャックの書き下ろしによる二幕の恐怖劇"Meurtre au ralenti"(1956)は評判となってテレビでも放映されるなど、グラン・ギニョールの演目が話題となることもあったが、劇場の人気低迷に決定的な歯止めをかけることはできなかった。最終的には1962年、映画などとの競争に敗れる形で閉鎖された。最後の芸術監督となったシャルル・ノノンはグラン・ギニョール劇場の戦後の人気急落の原因として、ナチスによるホロコーストが人々に与えた衝撃が、作り物の恐怖演劇への興味を失わせた結果であろうと分析。劇場が閉鎖された際のインタビューにおいてノノンは「戦前、グラン・ギニョール劇場の舞台上の出来事は現実にはありえないことだと誰もが信じていた。だが我々は現在、劇場で上演される陰惨な行為が…あるいはそれよりもさらに残虐な行為が…現実に起こりうると知ってしまった」と語った。
最終期の上演となったのは、一幕の喜劇"Deux Femmes sur les bras"（ジャック・マルイユ作）、二幕の恐怖劇『顔のない眼』Les yeux sans visage（ジャン・ルドン原作）、および二幕のサスペンス劇劇"Parodie de la mort"（ベルギー出身のミステリ作家、ペーター・ランダ原作。原作となった同名の小説は現在フランスで非常に高く評価されている）であった。『顔のない眼』はジョルジュ・フランジュ監督の映画『顔のない眼』の原作を劇化した二幕の演劇だが、原作は映画のような幽玄妖美なものではなく、残虐な殺人事件を警察が捜査していると異常な犯人が浮かび上がるという通俗的なノワール小説であり、グラン・ギニョール劇場の上演も原作に近い脚色であった。
グラン・ギニョール劇場における上演の映像は、イタリアのモンド映画、邦題「地球の皮を剥ぐ」(1963) で見ることができる。狂った医師が若い女性を解体する残酷描写は、のちのハーシェル・ゴードン・ルイス監督の映画を連想させるものとなっている。この映像が実際にグラン・ギニョール劇場の舞台を撮影したものであるかどうかは研究者の間でも意見が分かれているが、出演しているのは確かに当時のグラン・ギニョール劇場で活躍していた俳優であり、劇場の内装もグラン・ギニョールのものであるという。
劇場の建物は現存しており、現在は聴覚障碍者のために手話で演劇を上演する国際視覚劇場（International Visual Theatre）となっている。